# The Maid's Stratagem
The Maid's Stratagem è un cortometraggio muto del 1912 diretto da Frederick A. Thomson, un regista canadese che aveva cominciato la sua carriera di regista nel 1910 alla Vitagraph dirigendo Helene Costello.
Il film fu una delle ultime interpretazioni di John R. Cumpson che sarebbe morto l'anno seguente, il 15 marzo 1913 a 46 anni.

## Produzione
Il film fu prodotto dall'Independent Moving Pictures Co. of America (IMP).

## Distribuzione
Il cortometraggio uscì nelle sale il 25 maggio 1912, distribuito dalla Motion Picture Distributors and Sales Company. Nelle proiezioni, veniva programmato con il sistema dello split reel, accorpato in un'unica bobina con un altro cortometraggio, il documentario Views of Los Angeles, Cal..